# Поронг – Граті
Поронг – Граті – трубопровід на сході Яви, споруджений для транспортування природного газу з ряду родовищ.
E 1999 році в районі Поронг (південніше від другого за величиною міста Індонезії Сурабаї) почалась розробка газового родовища Вунут. В 2006-му та 2208-му до нього приєднались родовища Карат та Tanggulangin. Для видачі їх продукції на сході Яви проклали ряд газопроводів діаметром від 150 мм до 400 мм, зокрема, від Поронгу на південний схід до Leces.
В 2010-х постала необхідність подачі додаткового ресурсу газу для ТЕС Граті, що дозволило б зменшити споживання більш витратних нафтопродуктів (можливо відзначити, що ця станція вже отримувала блакитне паливо по трубопроводу з Ойонгу, проте цього ресурсу не вистачало). На реалізацію цих планів у 2017-му ввели в експлуатацію газопровід Поронг – Граті довжиною 57 км. Він виконаний в діаметрі 450 мм та може транспортувати до 2,8 млн м3 на добу.